# 동진 효무제
진 열종 효무황제 사마요(晉 烈宗 孝武皇帝 司馬曜, 362년 ~ 396년 11월 6일(음력 9월 20일))는 중국 동진의 제9대 황제(재위: 372년 ~ 396년)이다. 자는 창명(昌明)이다.

## 생애
362년, 간문제와 이릉용의 육남으로 태어났다. 처음에 회계왕에 책봉되었다가 간문제 사후 372년 7월 황제에 즉위했다. 즉위할 때는 나이가 어렸기에 태후의 섭정을 받았고, 4년 후인 376년에 성인이 되자 정월부터는 몸소 정사를 처리했다. 환온에게 선양요구를 받아 황제의 자리에서 쫓겨날 뻔한 위기도 있었지만 중신들이 시간을 질질 끌어 기다리던 환온이 사망하여 해결되었다.
383년, 전진의 부견이 대군을 이끌고 쳐들어왔다. 당시 동진의 군사는 겨우 8만이었지만 비수(肥水)에서 부견의 군대를 대패시키고 추격하여 서주, 연주, 청주, 사주, 예주, 양주를 수복했다. 사실 부견이 워낙 황급하게 도주했기 때문에 계속 추격했더라면 중원 수복도 가능했을지도 모른다.(비수대전)
효무제는 총명하고 서예를 좋아했는데, 특히 시 짓기에 관한 의지가 상당히 강했다. 그러나 의지에 비해 실력은 다소 떨어졌는지 조잡하고 거칠다는 평가를 받았다. 초기에는 황제에 걸맞은 기량과 권위를 보였으나 시간이 지나자 아우인 낭야왕 사마도자에게 정사를 위임하고 자기는 밤낮으로 주색에 빠져 지냈다. 악습을 충고하는 신하가 없는 것도 아니었고 사마요 또한 사마도자의 퇴폐에 불만이 많았으나 태비에게 핍박받아 뜻대로 할 수 있는 것이 없었다. 결국 그는 불교에 심취하여 노인, 승려, 비구니를 가까이 두어 총애했고 신하들은 당파 싸움을 자행해 동진의 정치를 더욱 혼란시켰다.
396년 9월, 청서전(清暑殿)에서 후궁들과 주연을 베푼 뒤 총애하던 장귀인과 같이 잠자리에 들었는데, 장귀인에게 넌 이제 30세가 넘었으니 이제 널 버리고 다른 여자를 취하겠다고 말했다. 이는 술김에 한 농담이었는데 장귀인이 이걸 진담으로 알아들어 버렸고 결국 그날 밤 장귀인은 자고 있던 효무제를 죽였다. 재위 25년 향년 35세의 나이로 허망하게 죽었다.
이때 효무제의 태자 사마덕종은 추움과 더움을 분별하지 못하는 저능아였고, 사마도자는 장귀인과 간통하던 관계라서 이를 숨기고 추궁하지 않았다. 그해 10월에 융평릉(隆平陵)에 안장되었다.
일찍 죽은 데다가 뒤를 이은 이은 황제들이 무능하여 나라가 결국 망국으로 치닫았다는 등 후한의 영제, 남송의 남송 도종과 유사한 점이 많다. 그래도 어리석은 데다가 사치에만 매달린 영제나 도종과 달리 달리 효무제는 처음에는 유능했지만, 말년에 방탕에 빠져 어이없게 살해당하고 말았다.

## 기년
| 효무제      | 원년            | 2년        | 3년        | 4년                 | 5년        | 6년        | 7년        | 8년        | 9년        | 10년       |
| ----------- | --------------- | ---------- | ---------- | ------------------- | ---------- | ---------- | ---------- | ---------- | ---------- | ---------- |
| 서력 (西曆) | 373년           | 374년      | 375년      | 376년               | 377년      | 378년      | 379년      | 380년      | 381년      | 382년      |
| 간지 (干支) | 계유(癸酉)      | 갑술(甲戌) | 을해(乙亥) | 병자(丙子)          | 정축(丁丑) | 무인(戊寅) | 기묘(己卯) | 경진(庚辰) | 신사(辛巳) | 임오(壬午) |
| 연호 (年號) | 영강(寧康) 원년 | 2년        | 3년        | 4년 태원(太元) 원년 | 2년        | 3년        | 4년        | 5년        | 6년        | 7년        |
| 효무제      | 11년            | 12년       | 13년       | 14년                | 15년       | 16년       | 17년       | 18년       | 19년       | 20년       |
| 서력 (西曆) | 383년           | 384년      | 385년      | 386년               | 387년      | 388년      | 389년      | 390년      | 391년      | 392년      |
| 간지 (干支) | 계미(癸未)      | 갑신(甲申) | 을유(乙酉) | 병술(丙戌)          | 정해(丁亥) | 무자(戊子) | 기축(己丑) | 경인(庚寅) | 신묘(辛卯) | 임진(壬辰) |
| 연호 (年號) | 8년             | 9년        | 10년       | 11년                | 12년       | 13년       | 14년       | 15년       | 16년       | 17년       |
| 효무제      | 21년            | 22년       | 23년       | 24년                |            |            |            |            |            |            |
| 서력 (西曆) | 393년           | 394년      | 395년      | 396년               |            |            |            |            |            |            |
| 간지 (干支) | 계사(癸巳)      | 갑오(甲午) | 을미(乙未) | 병신(丙申)          |            |            |            |            |            |            |
| 연호 (年號) | 18년            | 19년       | 20년       | 21년                |            |            |            |            |            |            |